# شرق لايتون
شرق لايتون (بالإنجليزية: East Layton)‏ هي قرية تقع في المملكة المتحدة في إنجلترا.